# Dinamene
Dinamene (em grego antigo Δυναμένη) é a nereida (uma das 50 filhas de Nereu e Dóris) que, na Ilíada de Homero, integra o rol dessas ninfas aquáticas responsável por inspirar os heróis em suas aventuras no mar, e foi a ela que Luís Vaz de Camões dedicou duas de suas poesias que, pela importância em sua obra e vida, delimitam a "fase dinamênica".

## A musa chinesa de Camões
Dinamene, que serve de inspiração a Camões, foi uma mulher chinesa por quem ele se apaixonara durante uma de suas viagens ao Extremo Oriente e que, havendo morrido num naufrágio no litoral cambojano, foi por ele personificada na figura da ninfa marinha.
Nesta fase o poeta exprime a dor pela perda, a saudade do ente amado: “Ah! Minha Dinamene! Assim deixaste".